# آلفا ذات‌الکرسی
صَدر (سینه) یا صدر ذات‌الکرسی یا آلفا ذات‌الکرسی یک ستاره است که در صورت فلکی ذات‌الکرسی قرار دارد.